# Gustav Hartlaub
Karel Johan Gustav Hartlaub (Brema, 8 novembre 1814 – Brema, 29 novembre 1900) è stato un medico e zoologo tedesco.
Hartlaub nacque a Brema e studiò a Bonn e Berlino, prima di laurearsi in medicina a Gottinga. Nel 1840 iniziò a collezionare e studiare uccelli esotici, che donò successivamente al Museo di Storia Naturale di Brema. Alcune di queste specie vennero descritte da lui per la prima volta. Nel 1852 con Jean Cabanis fondò un nuovo giornale, il Journal für Ornithologie.
Il nome di molti uccelli commemora il suo nome, come l'otarda di Hartlaub, l'anatra di Hartlaub e il gabbiano di Hartlaub.